# Iphiaulax corduvensis
Iphiaulax corduvensis är en stekelart som först beskrevs av Blanchard 1943.  Iphiaulax corduvensis ingår i släktet Iphiaulax och familjen bracksteklar. Inga underarter finns listade i Catalogue of Life.